# Drexel (Karolina Północna)
Drexel – miasto w Stanach Zjednoczonych, w stanie Karolina Północna, w hrabstwie Burke.